# Leefbaar Schouwen-Duiveland
Leefbaar Schouwen-Duiveland is een Nederlandse lokale politieke partij in de gemeente Schouwen-Duiveland.
Robbert Lievense richtte samen met Bertie Steur in 2001 Leefbaar Schouwen-Duiveland (LSD) op, waarvan hij de vicevoorzitter werd. De partij behaalde bij de gemeenteraadsverkiezingen in 2002 vier zetels. Op 28 februari 2005 kwam Lievense tussentijds in de gemeenteraad van Schouwen-Duiveland terecht. In 2006 behield de partij drie zetels waarna de partij gestaag zetelwinst behaalde. Lievense was lijsttrekker bij de gemeenteraadsverkiezingen van 2014, van 2018 en van 2022. Sinds 2014 is de partij de grootste partij in de gemeenteraad.

## Zeteloverzicht
Zetels
1997: -
2002: 4 
2006: 3
2010: 4
2014: 5
2018: 6 
2022: 6 
De partij maakt sinds 2010 deel uit van het college van burgemeester en wethouders.